# Horacio Podestá
Horacio Podestá (ur. 26 lipca 1911 w Buenos Aires, zm. 15 lipca 1999) – argentyński wioślarz, brązowy medalista olimpijski.
Wystartował w dwójkach bez sternika na igrzyskach olimpijskich w Berlinie w 1936 roku. W parze z Julio Curatellą wywalczył brązowy medal. W wyścigu finałowym o 6,9 sekundy wyprzedzili ich reprezentanci III Rzeszy, a o 3,8 sekundy szybsi byli Duńczycy. Był to pierwszy w historii medal olimpijski dla Argentyny w tej konkurencji. Był to równocześnie jego jedyny start olimpijski.